# Líneas Aéreas Privadas Argentinas
Líneas Aéreas Privadas Argentinas (с исп. — «Аргентинские частные авиалинии»), более известная по аббревиатуре LAPA — ныне упразднённая частная бюджетная авиакомпания Аргентины, базировавшаяся в Буэнос-Айресе. В период наибольшего расцвета обслуживала значительную долю внутренних перевозок, а также выполняла международные рейсы в Уругвай и США, сумев за счёт более конкурентоспособных цен нарушить монополию национальной Aerolíneas Argentinas и её дочерней Austral Líneas Aéreas.

## История
Компанию основал в 1976 году промышленник и скотовладелец Клаудио Сичи Тисен (исп. Claudio Zichy Thisen) для обслуживания провинции Буэнос-Айрес. LAPA изначально базировалась в Пеуахо, откуда с 23 января 1978 года самолёт Metro II и именем Provincia de Buenos Aires начал выполнять полёты в Ла-Плату и Мар-дель-Плату с частотой пять рейсов в неделю. В 1979 году LAPA после получения разрешения перебирается в аэропорт Хорхе Ньюбери (Буэнос-Айрес), а у Austral приобретаются три турбовинтовых самолёта NAMC YS-11, которые начинают выполнять рейсы в Хенераль-Рока (провинция Рио-Негро).
В 1980 году в провинции Буэнос-Айрес происходит наводнение, в связи с чем LAPA начинает доставлять медикаменты, при этом с 18 марта YS-11 начали выполнять полёты в Баия-Бланку. В том же году у Austral были взяты в лизинг два BAC 1-11 400, которые стали выполнять рейсы в Хенераль-Рока, Чапелько, Парану, Реконкисту и Ресистенсию, а в ноябре были приобретены два новых Short 330. В июле 1980 года  авиакомпания объявила о предварительном заказе на три BAe 146: два модели 100 (на 86 пассажиров), которые должны были поступить в 1982 году и один модели 200 (104 пассажира), который должен был поступить к 1983 году; однако в мае 1981 года компания BAe объявила об отмене данного заказа. В октябре 1982 года был приобретён один De Havilland Dash 7, а также, после договорённостей с Уругваем, LAPA с того же года начала выполнять рейсы в Колонию.
Фолклендская война между Аргентиной и Великобританией приводит к тому, что отношения между этими двумя странами разрываются. Для LAPA, чей воздушный флот состоял почти из одних британских самолётов, это становиться серьёзным ударом, так как прекратились поставки запчастей. К 1984 году во флоте остаются только два Short 330, из которых летал лишь один, выполняя рейсы в Колонию (Уругвай) и Некочеа, тогда как другой служил источником запчастей. В том же году новым владельцем компании становится предприниматель Густаво Андрес Дойч чехословацкого происхождения, который получил её как часть оплаты за продажу поля и впоследствии всегда говорил, что это была «плохая инвестиция». Дойч взял в лизинг ещё один Short, а в 1986 году также поступил бразильский Embraer EMB 110P1 Bandeirante, при том, что ранее самолёты этого типа в Аргентине не эксплуатировались. К началу 1987 года LAPA обслуживала уже 10 городов, включая уругвайскую Колонию, а в феврале флот пополнился двумя новыми Saab 340, благодаря чему LAPA стала первым южноамериканским оператором данного самолёта.

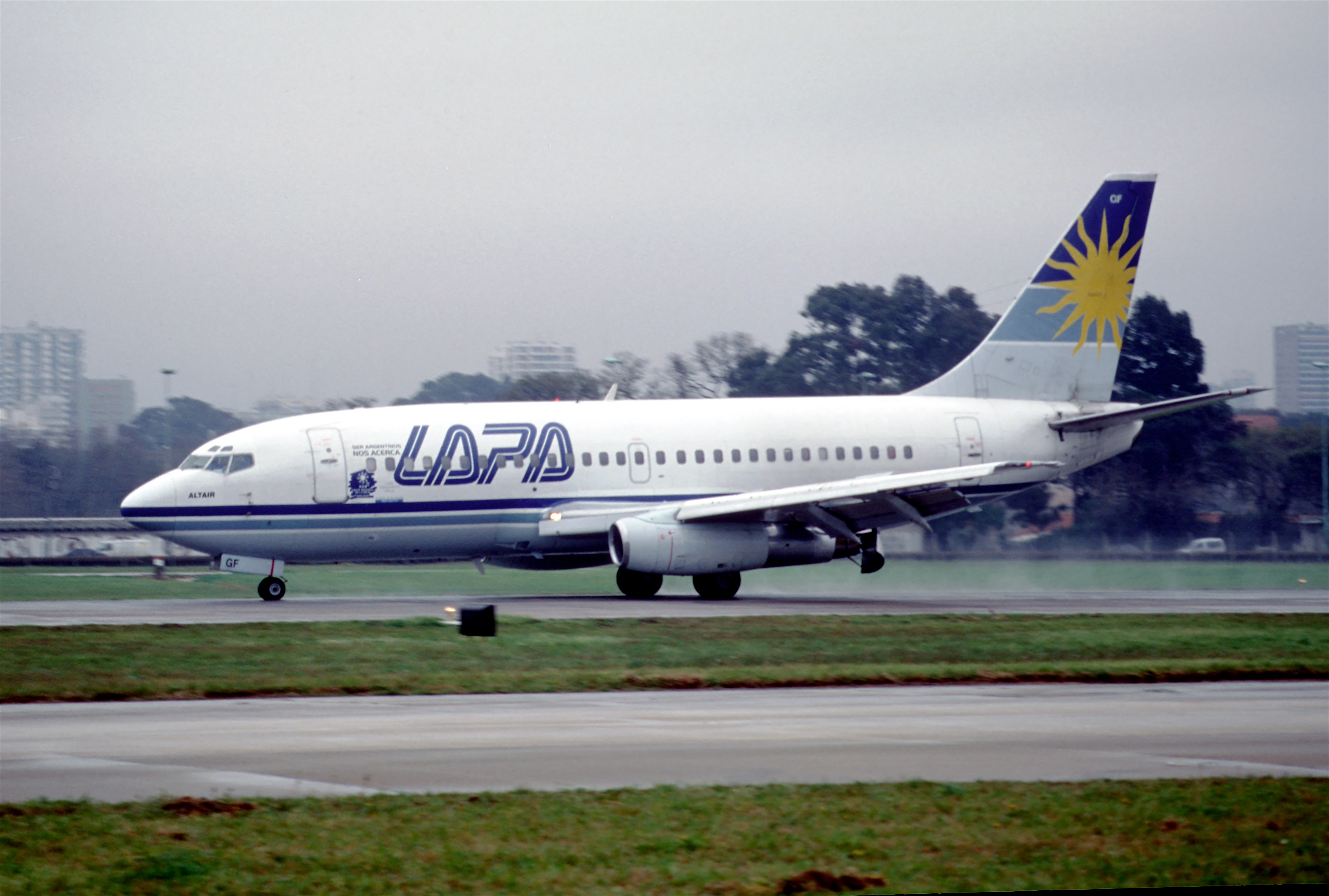
Борт LV-VGF — первый Boeing 737 в LAPA

В 1990-е годы авиакомпания начинает расширяться уже едва ли не в геометрической прогрессии, при этом в феврале 1993 года в её флоте появляется первый Boeing 737-2M6 (борт LV-VGF), число которых впоследствии достигнет 14, а в сентябре 1995 года прямо с завода поступил первый Boeing 757-2Q8 (борт LV-WMH). Также LAPA становится первым латиноамериканским оператором Boeing 737-700, которых всего было заказано 9 штук. В августе 1999 года реактивный флот авиакомпании достиг своего максимума: 14 B737-200, 4 B737NG, 2 B757 и 1 B767. На тот момент она выполняла 30 % авиаперевозок в стране.

Однако столь стремительный рост объяснялся низкими ценами на авиабилеты в условиях тотальной экономии, в том числе самолёты не ремонтировались должным образом, а обучение выполнялось с нарушениями, включая отсутствие необходимого числа тренажёров и непереведённые с английского языка инструкции, хотя многие им не владели. Из-за последнего многие пилоты проходили обучение с нарушениями, но руководство закрывало на это глаза, чтобы не тратиться на дополнительные занятия. Кроме того, сотрудники авиакомпании работали со значительными переработками, которые не закрывались. Об опасности ситуации предупреждали многие, а один из пилотов — Энрике Пиньейро (уволился в июне 1999 года), — даже писал письма в различные инстанции, из-за чего о ситуации стало известно за пределами Аргентины. В итоге вечером 31 августа 1999 года в Буэнос-Айресе произошла одна из страшнейших катастроф в истории аргентинской авиации, когда при взлёте экипаж, болтая на неслужебные темы, не выпустил закрылки и проигнорировал сигнал о невзлётной конфигурации самолёта, в результате чего Boeing 737-200 борт LV-WRZ выкатился далеко за пределы ВПП, сбил несколько машин на шоссе, врезался в строения и загорелся. Всего в этой катастрофе погибли 64 человека.

Boeing 737 в новой ливрее

Первоначальной версией была ошибка пилотов, однако следствие сумело обнаружить ошибки в самой авиакомпании и привлечь её руководство к ответственности. Это привело к значительному подрыву доверия к LAPA, что в сочетании с проходившим в то время экономическим кризисом создало значительные финансовые проблемы, из-за чего была прекращена эксплуатация B757 и B767. 27 сентября 2001 года авиакомпанию покупает Эдуардо Эрнекян, а название сменяется на ARG Argentina Línea Privada. Самолёты при этом были перекрашены в новую ливрею с крупной надписью Argentina, в которой были выделены буквы ARG. Однако возникли проблемы с новым названием, так как ARG — код ИКАО авиакомпании Aerolíneas Argentinas, в связи с чем в середине 2002 года имя было изменено на AIRG. 29 августа 2002 её приобрёл боливийский авиаперевозчик AeroSur, который восстановил оригинальное имя LAPA.
Авиакомпания ещё в мае 2001 года запросила защиту от банкротства, но 20 апреля 2003 года была объявлена банкротом, после чего оставшиеся к тому времени во флоте 5 самолётов были возвращены арендодателю. Так закончилась 26-летняя история LAPA.

## Культурные аспекты
Фильм «Виски Ромео Зулу» 2004 года рассказывает о пилоте компании LAPA и раскрывает существовавшие в ней проблемы. Режиссёром, автором сценария и исполнителем главной роли стал Энрике Пиньейро, который был пилотом LAPA в течение 11 лет (с 1988 по 1999 год) и уволился из неё за пару месяцев до катастрофы борта LV-WRZ.